# 1722
Portal Geschichte | Portal Biografien | Aktuelle Ereignisse | Jahreskalender | Tagesartikel

◄ |
17. Jahrhundert |
18. Jahrhundert
| 19. Jahrhundert | ►

◄ |
1690er |
1700er |
1710er |
1720er
| 1730er | 1740er | 1750er | ►

◄◄ |
◄ |
1718 |
1719 |
1720 |
1721 |
1722
| 1723 | 1724 | 1725 | 1726 | ► | ►►
Staatsoberhäupter  · Nekrolog   · Musikjahr
| Januar | Januar | Januar | Januar | Januar | Januar | Januar | Januar |
| Kw     | Mo     | Di     | Mi     | Do     | Fr     | Sa     | So     |
| ------ | ------ | ------ | ------ | ------ | ------ | ------ | ------ |
| 1      |        |        |        | 1      | 2      | 3      | 4      |
| 2      | 5      | 6      | 7      | 8      | 9      | 10     | 11     |
| 3      | 12     | 13     | 14     | 15     | 16     | 17     | 18     |
| 4      | 19     | 20     | 21     | 22     | 23     | 24     | 25     |
| 5      | 26     | 27     | 28     | 29     | 30     | 31     |        |

| Februar | Februar | Februar | Februar | Februar | Februar | Februar | Februar |
| Kw      | Mo      | Di      | Mi      | Do      | Fr      | Sa      | So      |
| ------- | ------- | ------- | ------- | ------- | ------- | ------- | ------- |
| 5       |         |         |         |         |         |         | 1       |
| 6       | 2       | 3       | 4       | 5       | 6       | 7       | 8       |
| 7       | 9       | 10      | 11      | 12      | 13      | 14      | 15      |
| 8       | 16      | 17      | 18      | 19      | 20      | 21      | 22      |
| 9       | 23      | 24      | 25      | 26      | 27      | 28      |         |

| März | März | März | März | März | März | März | März |
| Kw   | Mo   | Di   | Mi   | Do   | Fr   | Sa   | So   |
| ---- | ---- | ---- | ---- | ---- | ---- | ---- | ---- |
| 9    |      |      |      |      |      |      | 1    |
| 10   | 2    | 3    | 4    | 5    | 6    | 7    | 8    |
| 11   | 9    | 10   | 11   | 12   | 13   | 14   | 15   |
| 12   | 16   | 17   | 18   | 19   | 20   | 21   | 22   |
| 13   | 23   | 24   | 25   | 26   | 27   | 28   | 29   |
| 14   | 30   | 31   |      |      |      |      |      |

| April | April | April | April | April | April | April | April |
| Kw    | Mo    | Di    | Mi    | Do    | Fr    | Sa    | So    |
| ----- | ----- | ----- | ----- | ----- | ----- | ----- | ----- |
| 14    |       |       | 1     | 2     | 3     | 4     | 5     |
| 15    | 6     | 7     | 8     | 9     | 10    | 11    | 12    |
| 16    | 13    | 14    | 15    | 16    | 17    | 18    | 19    |
| 17    | 20    | 21    | 22    | 23    | 24    | 25    | 26    |
| 18    | 27    | 28    | 29    | 30    |       |       |       |

| Mai | Mai | Mai | Mai | Mai | Mai | Mai | Mai |
| Kw  | Mo  | Di  | Mi  | Do  | Fr  | Sa  | So  |
| --- | --- | --- | --- | --- | --- | --- | --- |
| 18  |     |     |     |     | 1   | 2   | 3   |
| 19  | 4   | 5   | 6   | 7   | 8   | 9   | 10  |
| 20  | 11  | 12  | 13  | 14  | 15  | 16  | 17  |
| 21  | 18  | 19  | 20  | 21  | 22  | 23  | 24  |
| 22  | 25  | 26  | 27  | 28  | 29  | 30  | 31  |

| Juni | Juni | Juni | Juni | Juni | Juni | Juni | Juni |
| Kw   | Mo   | Di   | Mi   | Do   | Fr   | Sa   | So   |
| ---- | ---- | ---- | ---- | ---- | ---- | ---- | ---- |
| 23   | 1    | 2    | 3    | 4    | 5    | 6    | 7    |
| 24   | 8    | 9    | 10   | 11   | 12   | 13   | 14   |
| 25   | 15   | 16   | 17   | 18   | 19   | 20   | 21   |
| 26   | 22   | 23   | 24   | 25   | 26   | 27   | 28   |
| 27   | 29   | 30   |      |      |      |      |      |

| Juli | Juli | Juli | Juli | Juli | Juli | Juli | Juli |
| Kw   | Mo   | Di   | Mi   | Do   | Fr   | Sa   | So   |
| ---- | ---- | ---- | ---- | ---- | ---- | ---- | ---- |
| 27   |      |      | 1    | 2    | 3    | 4    | 5    |
| 28   | 6    | 7    | 8    | 9    | 10   | 11   | 12   |
| 29   | 13   | 14   | 15   | 16   | 17   | 18   | 19   |
| 30   | 20   | 21   | 22   | 23   | 24   | 25   | 26   |
| 31   | 27   | 28   | 29   | 30   | 31   |      |      |

| August | August | August | August | August | August | August | August |
| Kw     | Mo     | Di     | Mi     | Do     | Fr     | Sa     | So     |
| ------ | ------ | ------ | ------ | ------ | ------ | ------ | ------ |
| 31     |        |        |        |        |        | 1      | 2      |
| 32     | 3      | 4      | 5      | 6      | 7      | 8      | 9      |
| 33     | 10     | 11     | 12     | 13     | 14     | 15     | 16     |
| 34     | 17     | 18     | 19     | 20     | 21     | 22     | 23     |
| 35     | 24     | 25     | 26     | 27     | 28     | 29     | 30     |
| 36     | 31     |        |        |        |        |        |        |

| September | September | September | September | September | September | September | September |
| Kw        | Mo        | Di        | Mi        | Do        | Fr        | Sa        | So        |
| --------- | --------- | --------- | --------- | --------- | --------- | --------- | --------- |
| 36        |           | 1         | 2         | 3         | 4         | 5         | 6         |
| 37        | 7         | 8         | 9         | 10        | 11        | 12        | 13        |
| 38        | 14        | 15        | 16        | 17        | 18        | 19        | 20        |
| 39        | 21        | 22        | 23        | 24        | 25        | 26        | 27        |
| 40        | 28        | 29        | 30        |           |           |           |           |

| Oktober | Oktober | Oktober | Oktober | Oktober | Oktober | Oktober | Oktober |
| Kw      | Mo      | Di      | Mi      | Do      | Fr      | Sa      | So      |
| ------- | ------- | ------- | ------- | ------- | ------- | ------- | ------- |
| 40      |         |         |         | 1       | 2       | 3       | 4       |
| 41      | 5       | 6       | 7       | 8       | 9       | 10      | 11      |
| 42      | 12      | 13      | 14      | 15      | 16      | 17      | 18      |
| 43      | 19      | 20      | 21      | 22      | 23      | 24      | 25      |
| 44      | 26      | 27      | 28      | 29      | 30      | 31      |         |

| November | November | November | November | November | November | November | November |
| Kw       | Mo       | Di       | Mi       | Do       | Fr       | Sa       | So       |
| -------- | -------- | -------- | -------- | -------- | -------- | -------- | -------- |
| 44       |          |          |          |          |          |          | 1        |
| 45       | 2        | 3        | 4        | 5        | 6        | 7        | 8        |
| 46       | 9        | 10       | 11       | 12       | 13       | 14       | 15       |
| 47       | 16       | 17       | 18       | 19       | 20       | 21       | 22       |
| 48       | 23       | 24       | 25       | 26       | 27       | 28       | 29       |
| 49       | 30       |          |          |          |          |          |          |

| Dezember | Dezember | Dezember | Dezember | Dezember | Dezember | Dezember | Dezember |
| Kw       | Mo       | Di       | Mi       | Do       | Fr       | Sa       | So       |
| -------- | -------- | -------- | -------- | -------- | -------- | -------- | -------- |
| 49       |          | 1        | 2        | 3        | 4        | 5        | 6        |
| 50       | 7        | 8        | 9        | 10       | 11       | 12       | 13       |
| 51       | 14       | 15       | 16       | 17       | 18       | 19       | 20       |
| 52       | 21       | 22       | 23       | 24       | 25       | 26       | 27       |
| 53       | 28       | 29       | 30       | 31       |          |          |          |

| Januar | Januar | Januar | Januar | Januar | Januar | Januar | Januar |
| Kw     | Mo     | Di     | Mi     | Do     | Fr     | Sa     | So     |
| ------ | ------ | ------ | ------ | ------ | ------ | ------ | ------ |
| 1      |        |        |        | 1      | 2      | 3      | 4      |
| 2      | 5      | 6      | 7      | 8      | 9      | 10     | 11     |
| 3      | 12     | 13     | 14     | 15     | 16     | 17     | 18     |
| 4      | 19     | 20     | 21     | 22     | 23     | 24     | 25     |
| 5      | 26     | 27     | 28     | 29     | 30     | 31     |        |

| Februar | Februar | Februar | Februar | Februar | Februar | Februar | Februar |
| Kw      | Mo      | Di      | Mi      | Do      | Fr      | Sa      | So      |
| ------- | ------- | ------- | ------- | ------- | ------- | ------- | ------- |
| 5       |         |         |         |         |         |         | 1       |
| 6       | 2       | 3       | 4       | 5       | 6       | 7       | 8       |
| 7       | 9       | 10      | 11      | 12      | 13      | 14      | 15      |
| 8       | 16      | 17      | 18      | 19      | 20      | 21      | 22      |
| 9       | 23      | 24      | 25      | 26      | 27      | 28      |         |

| März | März | März | März | März | März | März | März |
| Kw   | Mo   | Di   | Mi   | Do   | Fr   | Sa   | So   |
| ---- | ---- | ---- | ---- | ---- | ---- | ---- | ---- |
| 9    |      |      |      |      |      |      | 1    |
| 10   | 2    | 3    | 4    | 5    | 6    | 7    | 8    |
| 11   | 9    | 10   | 11   | 12   | 13   | 14   | 15   |
| 12   | 16   | 17   | 18   | 19   | 20   | 21   | 22   |
| 13   | 23   | 24   | 25   | 26   | 27   | 28   | 29   |
| 14   | 30   | 31   |      |      |      |      |      |

| April | April | April | April | April | April | April | April |
| Kw    | Mo    | Di    | Mi    | Do    | Fr    | Sa    | So    |
| ----- | ----- | ----- | ----- | ----- | ----- | ----- | ----- |
| 14    |       |       | 1     | 2     | 3     | 4     | 5     |
| 15    | 6     | 7     | 8     | 9     | 10    | 11    | 12    |
| 16    | 13    | 14    | 15    | 16    | 17    | 18    | 19    |
| 17    | 20    | 21    | 22    | 23    | 24    | 25    | 26    |
| 18    | 27    | 28    | 29    | 30    |       |       |       |

| Mai | Mai | Mai | Mai | Mai | Mai | Mai | Mai |
| Kw  | Mo  | Di  | Mi  | Do  | Fr  | Sa  | So  |
| --- | --- | --- | --- | --- | --- | --- | --- |
| 18  |     |     |     |     | 1   | 2   | 3   |
| 19  | 4   | 5   | 6   | 7   | 8   | 9   | 10  |
| 20  | 11  | 12  | 13  | 14  | 15  | 16  | 17  |
| 21  | 18  | 19  | 20  | 21  | 22  | 23  | 24  |
| 22  | 25  | 26  | 27  | 28  | 29  | 30  | 31  |

| Juni | Juni | Juni | Juni | Juni | Juni | Juni | Juni |
| Kw   | Mo   | Di   | Mi   | Do   | Fr   | Sa   | So   |
| ---- | ---- | ---- | ---- | ---- | ---- | ---- | ---- |
| 23   | 1    | 2    | 3    | 4    | 5    | 6    | 7    |
| 24   | 8    | 9    | 10   | 11   | 12   | 13   | 14   |
| 25   | 15   | 16   | 17   | 18   | 19   | 20   | 21   |
| 26   | 22   | 23   | 24   | 25   | 26   | 27   | 28   |
| 27   | 29   | 30   |      |      |      |      |      |

| Juli | Juli | Juli | Juli | Juli | Juli | Juli | Juli |
| Kw   | Mo   | Di   | Mi   | Do   | Fr   | Sa   | So   |
| ---- | ---- | ---- | ---- | ---- | ---- | ---- | ---- |
| 27   |      |      | 1    | 2    | 3    | 4    | 5    |
| 28   | 6    | 7    | 8    | 9    | 10   | 11   | 12   |
| 29   | 13   | 14   | 15   | 16   | 17   | 18   | 19   |
| 30   | 20   | 21   | 22   | 23   | 24   | 25   | 26   |
| 31   | 27   | 28   | 29   | 30   | 31   |      |      |

| August | August | August | August | August | August | August | August |
| Kw     | Mo     | Di     | Mi     | Do     | Fr     | Sa     | So     |
| ------ | ------ | ------ | ------ | ------ | ------ | ------ | ------ |
| 31     |        |        |        |        |        | 1      | 2      |
| 32     | 3      | 4      | 5      | 6      | 7      | 8      | 9      |
| 33     | 10     | 11     | 12     | 13     | 14     | 15     | 16     |
| 34     | 17     | 18     | 19     | 20     | 21     | 22     | 23     |
| 35     | 24     | 25     | 26     | 27     | 28     | 29     | 30     |
| 36     | 31     |        |        |        |        |        |        |

| September | September | September | September | September | September | September | September |
| Kw        | Mo        | Di        | Mi        | Do        | Fr        | Sa        | So        |
| --------- | --------- | --------- | --------- | --------- | --------- | --------- | --------- |
| 36        |           | 1         | 2         | 3         | 4         | 5         | 6         |
| 37        | 7         | 8         | 9         | 10        | 11        | 12        | 13        |
| 38        | 14        | 15        | 16        | 17        | 18        | 19        | 20        |
| 39        | 21        | 22        | 23        | 24        | 25        | 26        | 27        |
| 40        | 28        | 29        | 30        |           |           |           |           |

| Oktober | Oktober | Oktober | Oktober | Oktober | Oktober | Oktober | Oktober |
| Kw      | Mo      | Di      | Mi      | Do      | Fr      | Sa      | So      |
| ------- | ------- | ------- | ------- | ------- | ------- | ------- | ------- |
| 40      |         |         |         | 1       | 2       | 3       | 4       |
| 41      | 5       | 6       | 7       | 8       | 9       | 10      | 11      |
| 42      | 12      | 13      | 14      | 15      | 16      | 17      | 18      |
| 43      | 19      | 20      | 21      | 22      | 23      | 24      | 25      |
| 44      | 26      | 27      | 28      | 29      | 30      | 31      |         |

| November | November | November | November | November | November | November | November |
| Kw       | Mo       | Di       | Mi       | Do       | Fr       | Sa       | So       |
| -------- | -------- | -------- | -------- | -------- | -------- | -------- | -------- |
| 44       |          |          |          |          |          |          | 1        |
| 45       | 2        | 3        | 4        | 5        | 6        | 7        | 8        |
| 46       | 9        | 10       | 11       | 12       | 13       | 14       | 15       |
| 47       | 16       | 17       | 18       | 19       | 20       | 21       | 22       |
| 48       | 23       | 24       | 25       | 26       | 27       | 28       | 29       |
| 49       | 30       |          |          |          |          |          |          |

| Dezember | Dezember | Dezember | Dezember | Dezember | Dezember | Dezember | Dezember |
| Kw       | Mo       | Di       | Mi       | Do       | Fr       | Sa       | So       |
| -------- | -------- | -------- | -------- | -------- | -------- | -------- | -------- |
| 49       |          | 1        | 2        | 3        | 4        | 5        | 6        |
| 50       | 7        | 8        | 9        | 10       | 11       | 12       | 13       |
| 51       | 14       | 15       | 16       | 17       | 18       | 19       | 20       |
| 52       | 21       | 22       | 23       | 24       | 25       | 26       | 27       |
| 53       | 28       | 29       | 30       | 31       |          |          |          |

## Ereignisse

### Politik und Weltgeschehen

#### Frankreich
- 15. Juni: Die französische Residenz übersiedelt zurück nach Versailles. Nach dem Tod Ludwigs XIV. im Jahr 1715 ist der Regierungssitz vorübergehend nach Paris verlegt worden.
- 12. August: François de Neufville, duc de Villeroy, Erzieher des minderjährigen Königs Ludwig XV., der zu diesem jedoch nie eine engere Beziehung aufzubauen vermochte, wird auf Befehl des Regenten Philippe II. de Bourbon, duc d’Orléans, verhaftet und auf sein Gut in Villeroy verbannt. Kardinal André-Hercule de Fleury übernimmt die weitere Unterweisung des jungen Königs.
- 25. Oktober: In der Kathedrale von Reims wird der zwölfjährige Ludwig XV. zum König von Frankreich gesalbt. Dabei hat, entgegen der Tradition, das Volk keinen Zugang zur Kathedrale.
- Kardinal Guillaume Dubois wird zum Ministre principal (Erster Minister) erhoben.

#### Mitteleuropa
- 9. Juni: Papst Innozenz XIII. belehnt Kaiser Karl VI. mit den Königreichen Neapel und Sizilien, die dieser zwei Jahre früher mit dem Haus Savoyen gegen Sardinien getauscht hat. Seit diesem Zeitpunkt wird informell vom Königreich beider Sizilien gesprochen.
- 24. August: 12 Tage nach dem Tod von Giovanni II. Corner wird Alvise Mocenigo III. zu seinem Nachfolger als Doge von Venedig gewählt.

#### Russland/Persien

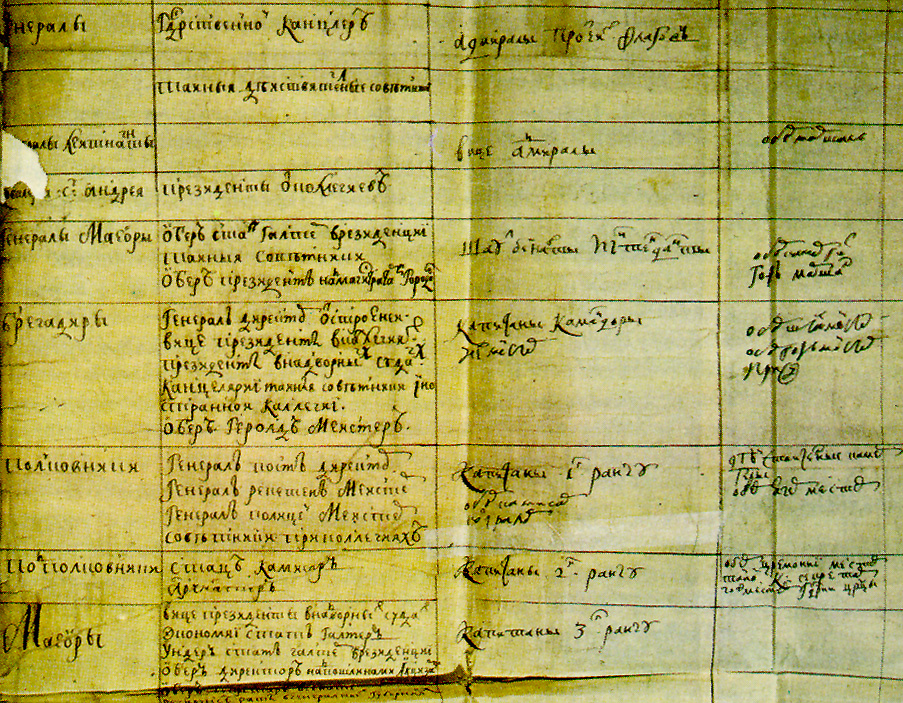
Handgeschriebene Kopie der Rangtabelle

- 4. Februar: Der Ukas zur unter dem Einfluss Peters I. entstandenen Rangtabelle wird in Russland veröffentlicht und tritt sechs Tage später in Kraft. In ihr wird das staatliche Laufbahnsystem gegliedert, das bis zur Oktoberrevolution gelten wird.
- Februar: Peter I. erlässt ein neues Thronfolgegesetz, wonach der amtierende Monarch seinen Thronerben frei bestimmen kann.
- März bis Oktober: Die paschtunischen Ghilzai unter Mir Mahmud Hotaki aus der Hotaki-Dynastie belagern die persische Hauptstadt Isfahan. Am 23. Oktober dankt Sultan Hosein aus der Safawiden-Dynastie ab und anerkennt Mahmud als neuen Schah. Hoseins Sohn Tahmasp, der die Stadt schon im Juni verlassen hat, sammelt jedoch in Aserbaidschan und Māzandarān neue Truppen, die er seinem Vertrauten Nadir unterstellt.
- ab Juli: Peter I. unternimmt ein kombiniertes Land- und Flottenunternehmen gegen Persien. Am 29. Juli verlässt die von Fjodor Matwejewitsch Apraxin befehligte Flotte Astrachan. Am 23. August erobert die an Land gegangene Armee Derbent im Süden Dagestans. Als ein Sturm die Versorgungsschiffe vernichtet, kehrt das Hauptheer im Oktober nach Astrachan zurück, ein Kommandounternehmen fährt zum Südufer des Kaspischen Meeres und erobert im Dezember Rascht. Eine geplante Vereinigung mit den Truppen Wachtangs VI. von Georgien, der hofft, die persische Oberhoheit der Safawiden abschütteln zu können, findet nicht statt.
- November: In Astrachan wird die Kaspische Flottille aufgestellt.

#### Kaiserreich China
- 20. Dezember: Der chinesische Kaiser Kangxi aus der Qing-Dynastie stirbt. Auf dem Totenbett erklärt er seinen vierten Sohn Yinzhen zu seinem Nachfolger. Dieser hat schon bisher vereinzelt die Regentschaft übernommen, wenn sein Vater abwesend war.
- Wegen inhaltlicher Streitigkeiten über seine Auslegung kündigt das Kaiserreich China den 1689 mit Russland geschlossenen Vertrag von Nertschinsk und schließt die Grenze, die zuvor Schauplatz intensiven Handels war.

#### Weitere Ereignisse in Asien
- Nach dem Tod des portugalfreundlichen Domingos da Costa wird Francisco da Hornay II. Generalkapitän der Topasse auf den Kleinen Sundainseln. Er ist den portugiesischen Kolonialherren gegenüber feindlich eingestellt und verbündet sich mit den timoresischen Stämmen, die sich zur Cailaco-Rebellion zusammengeschlossen haben. Er beginnt den neu angekommenen portugiesischen Gouverneur António de Albuquerque Coelho in der Kolonialhauptstadt Lifau zu belagern.

#### Nordamerikanische Kolonien
- 25. Juli: Dummers Krieg zwischen Großbritannien und Frankreich und den mit ihnen verbündeten Stämmen in den nordamerikanischen Kolonien beginnt. Auslöser ist eine Vergeltungsaktion der Abenaki für einen britischen Überfall auf ihr Dorf, als diese versuchen, den französischen Missionar Sébastien Rasles zu verhaften, der die Indianer zum Widerstand gegen die zunehmende Ausbreitung der britischen Kolonien aufgerufen hat. In dem Krieg werden erstmals Skalpprämien ausgesetzt.
- Erster Krieg der Natchez gegen die Franzosen in Nordamerika.
- La Nouvelle-Orléans wird die Hauptstadt der französischen Kolonie Louisiana.
- Die Tuscarora werden als sechste Nation in die Liga der Irokesen aufgenommen.

#### Weitere Ereignisse weltweit
- 10. Februar: Bartholomew Roberts, letzter der großen Piratenkapitäne, wird bei einem Seegefecht mit der H.M.S. Swallow unter Captain Ogle an Bord seines Schiffes Royal Fortune tödlich verwundet. Sein Leichnam wird noch während des Kampfes mit allen Waffen und Schmuckstücken dem Meer übergeben, seine Crew gerät in Gefangenschaft. Damit neigt sich das „Goldene Zeitalter“ der Piraterie seinem Ende zu.

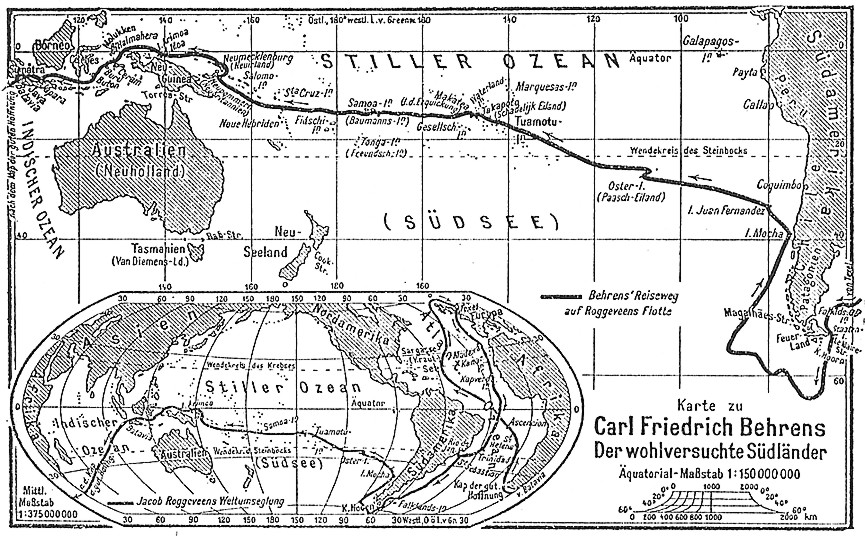
Roggeveens Reiseroute

- 5. April: Der niederländische Admiral Jakob Roggeveen landet auf seiner Weltumseglung am Ostersonntag mit drei Schiffen als erster Europäer auf der Osterinsel. An dieser Expedition nimmt auch der Mecklenburger Carl Friedrich Behrens teil, dessen 1735 in Leipzig verlegter Bericht die Aufmerksamkeit Europas auf die bis dahin unbekannte Insel lenkt.

### Wirtschaft
- 26. März: Mit der Grundsteinlegung der Fabrik als Fachwerkgebäude mit zwei Geschossen in Potsdam beginnt die Geschichte der Königlich Preußischen Gewehrfabrique, die bis 1918 bestehen wird.

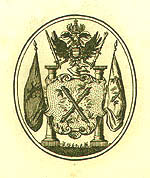
Wappen der Ostender Kompanie

- Dezember: Kaiser Karl VI. gründet die Ostender Kompanie für den Seehandel mit Ostindien.
- Das Versicherungsunternehmen Provinzial-Feuer-Sozietät wird gegründet.
- Die spätere Brauerei Geismann Fürth wird gegründet.
- Der Glockengießer Johann Christoph Rose übersiedelt von Oßmannstedt nach Apolda und gründet dort die Glockengießerei in Apolda.
- Gottfried Eckart gründet in Königsberg das Haus der Bücher.
- Johann Daniel Epinius gründet eine Essigbrauerei in Berlin. 110 Jahre später wird daraus der Lebensmittelhersteller Carl Kühne.

### Wissenschaft und Technik

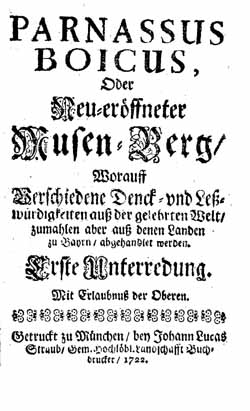
Parnassus Boicus, 1722

- In München wird der Parnassus Boicus oder Der bayerische Musenberg gegründet, eine Münchner Gelehrtengesellschaft, die mit dem Parnassus Boicus eine Aufklärungszeitschrift in oberdeutscher Sprache herausgibt. Diese ist mit den seit 1712 publizierten Deutsche Acta Eruditorum eine der ersten Wissenschaftszeitschriften in deutscher Sprache.

### Kultur

#### Architektur und Bildende Kunst

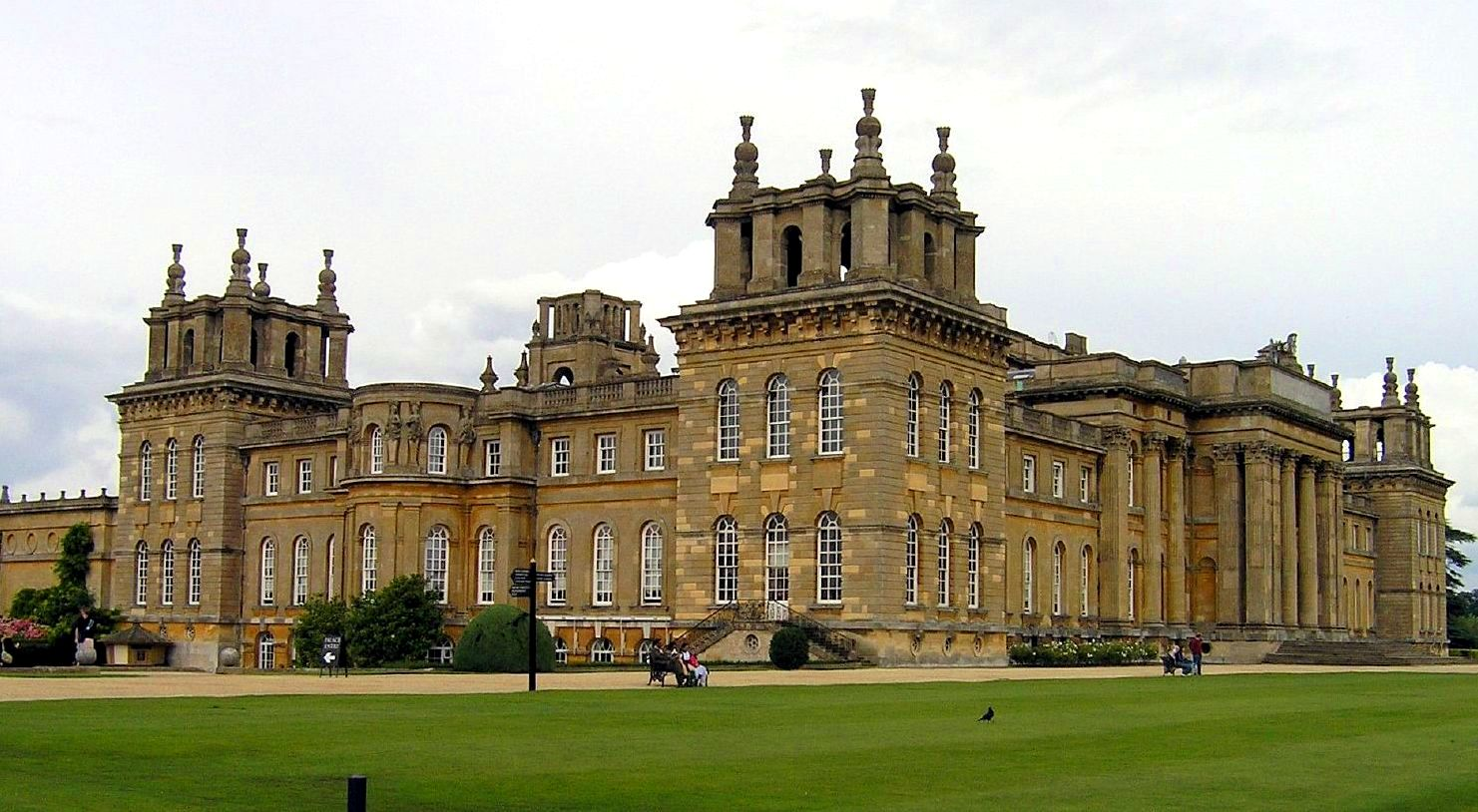
Blenheim Palace

- Der von John Vanbrugh für John Churchill, 1. Duke of Marlborough, entworfene Blenheim Palace bei Woodstock in der Grafschaft Oxfordshire wird fertiggestellt.

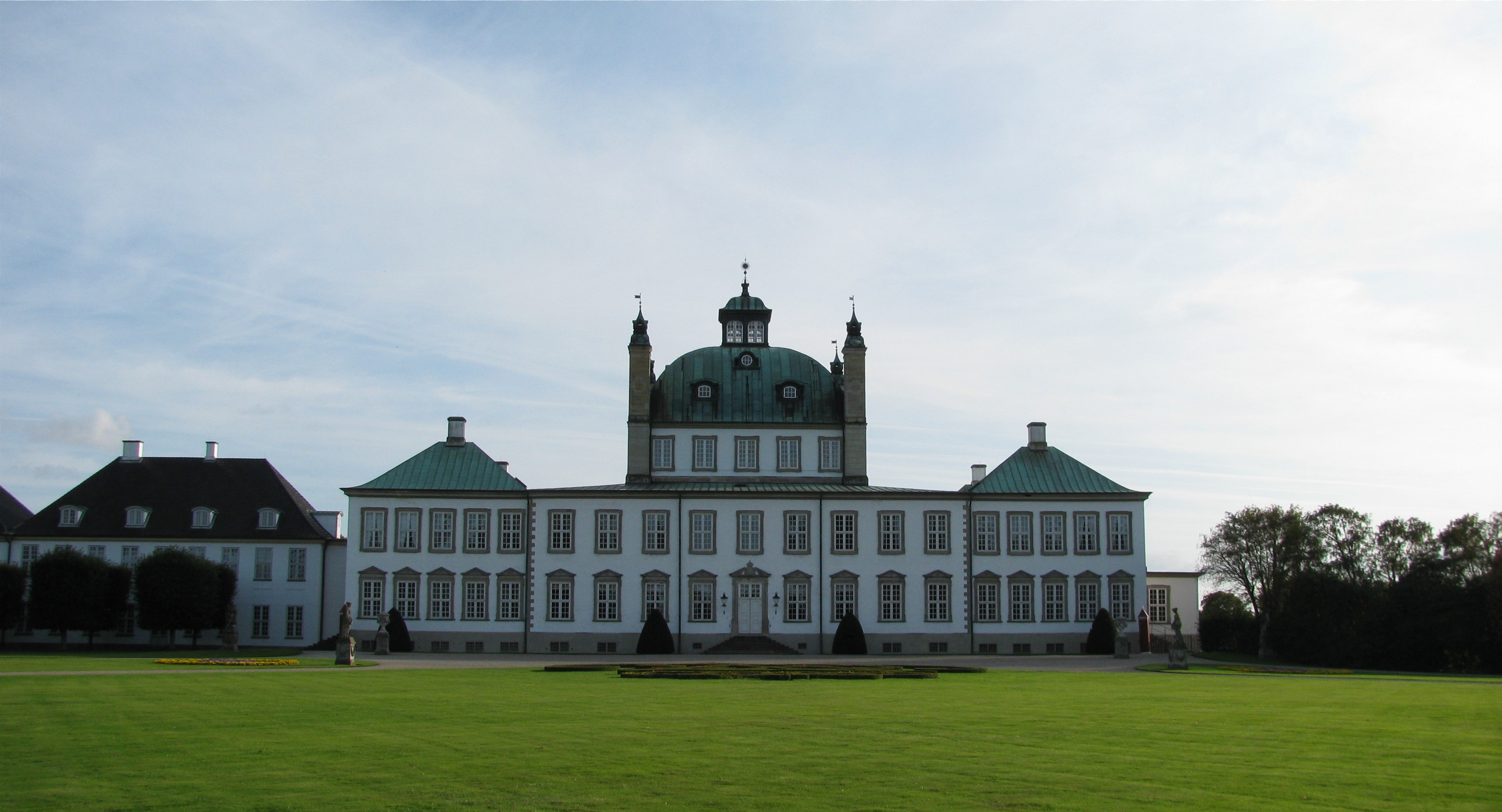
Schloss Fredensborg, Gartenfassade

- Das von Johan Cornelius Krieger im Auftrag des dänischen Königs Friedrich IV. entworfene Schloss Fredensborg auf Seeland wird nach zweijähriger Bauzeit fertiggestellt. Es gilt als Beispiel des nordischen Barock.
- um 1722: Der Bilderzyklus Babenhausener Totentanz in der Friedhofskapelle St. Maria in Babenhausen wird geschaffen. Er besteht aus sieben Bildern an beiden Emporenbrüstungen. Der Maler ist nicht bekannt. Als Vorlage für den Totentanz dienen Kupferstiche aus einem Werk des römisch-katholischen Predigers Abraham a Sancta Clara.

#### Literatur

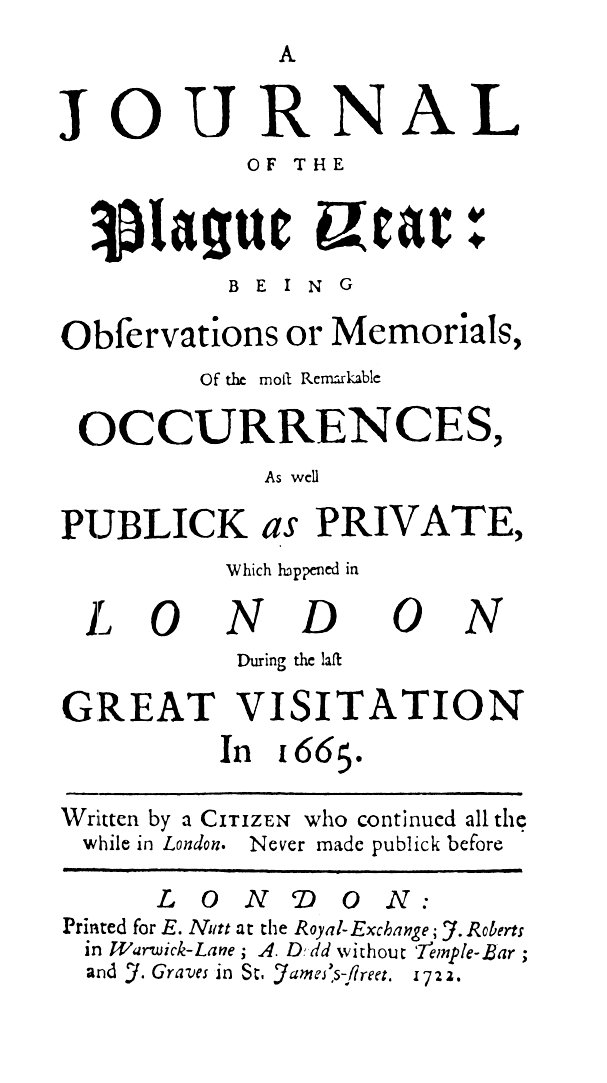
Erstausgabe von 1722

#### Musik und Theater

##### Uraufführungen

###### Hamburg/Kopenhagen
- 16. April: Die Uraufführung des musikalischen Schauspiels Die unvergleichliche Psyche von Reinhard Keiser mit dem Libretto von Christian Heinrich Postel findet in Kopenhagen statt.
- 25. November: Die Uraufführung der Oper Die betrogene und nachmals vergötterte Ariadne von Reinhard Keiser erfolgt am Theater am Gänsemarkt in Hamburg.
- November: Die Oper Ulysses von Reinhard Keiser mit einem Libretto von Friedrich Maximilian von Lersner wird an der Hofoper in Kopenhagen uraufgeführt. Der für die Uraufführung zuerst vorgesehene Termin am 11. Oktober, dem Geburtstag des Königs, kann nicht gehalten werden, da die ursprünglich für die Rolle der Penelope vorgesehene Sängerin Margaretha Susanna Kayser kurzfristig schwer erkrankt ist. Die ersatzweise eingesprungene Sängerin besteht darauf, vier italienische Arien in die ursprünglich rein deutschsprachige Oper einzufügen. Zwei dieser Arien stammen von Giuseppe Maria Orlandini.

###### London
- 22. Februar: Am King’s Theatre in London erfolgt die Uraufführung der Oper Griselda von Giovanni Bononcini.

###### Neapel
- Januar: Die Oper Lucio Vero von Domenico Sarro mit dem Libretto von Apostolo Zeno wird am Teatro San Bartolomeo in Neapel uraufgeführt.
- 30. August: Die Uraufführung der Oper Bajazete imperador de’ turchi von Leonardo Leo findet im Palazzo Reale in Neapel statt.

###### Wien
- 30. August: Die Uraufführung der Oper Nitocri von Antonio Caldara erfolgt am Teatro della Favorita in Wien.
- 4. November: Die Oper Scipione nelle Spagne wird wie die meisten Opern von Antonio Caldara am Hoftheater in Wien uraufgeführt.

##### Die Bachs in Köthen

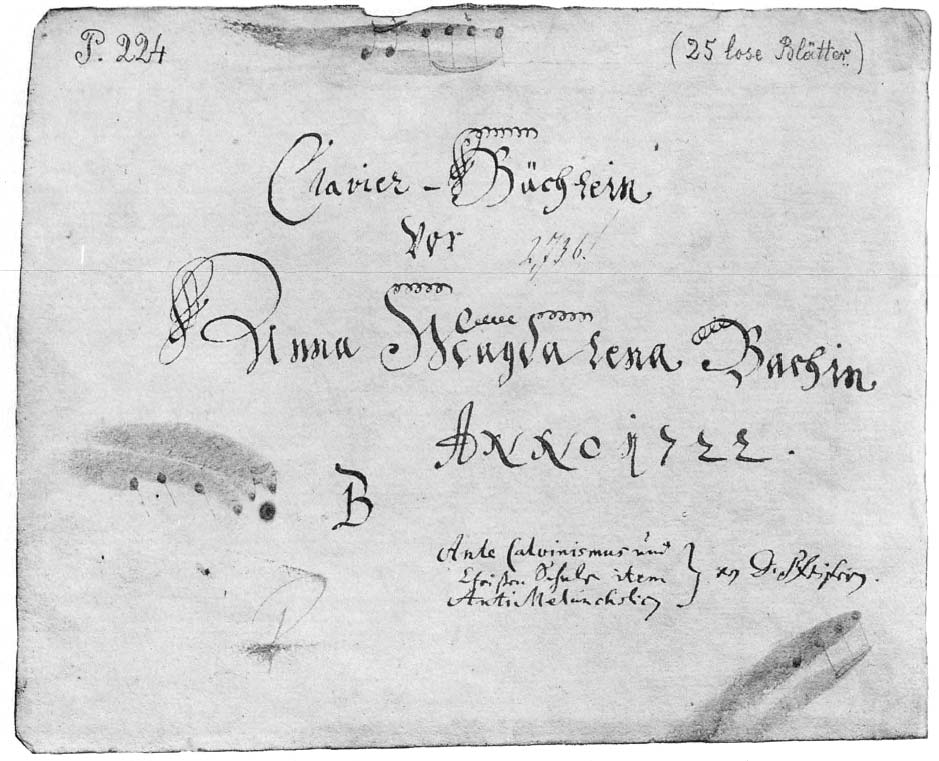
Clavier-Büchlein vor Anna Magdalena Bachin Anno 1722, Deckblatt

- Johann Sebastian Bach und seine Frau Anna Magdalena stellen das erste Notenbüchlein für Anna Magdalena Bach zusammen.

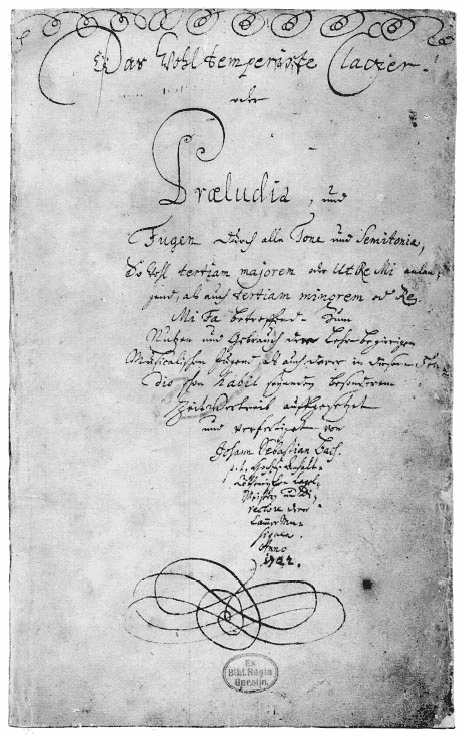
Das Wohltemperierte Klavier, Titelblatt des Autographs von 1722

- Johann Sebastian Bach veröffentlicht in Köthen das Das Wohltemperierte Klavier Teil I, BWV 846-869

### Religion
- Kurfürst Maximilian II. Emanuel von Bayern gründet das Kloster Neunburg vorm Wald auf Bitten der Bürger von Neunburg.
- Das Augustiner-Chorfrauen-Stift in Mannheim wird gegründet.
- Joachim Sigismund von Ziegler und Klipphausen, Kammerherr Augusts des Starken, gründet das Stift Joachimstein, ein Frauenstift zur Versorgung lediger adliger Frauen der Oberlausitz und angrenzender Gebiete, in das er seinen gesamten Besitz einbringt.

### Natur und Umwelt
- 5. Juni: Pater Karl Meichelbeck, einer der Mönche des Stiftes Benediktbeuern, hält den Meteoritenfall Schäftlarn in der Historia Frisingensis fest. Weitere Berichte über das Impaktereignis gibt es nicht, und auch der Meteorit ist unauffindbar.
- Die Pest verschwindet bis heute aus Europa.

## Geboren

### Erstes Halbjahr
- 05. Januar: Caspar Anton von Belderbusch, Deutschordensritter und Premierminister in Kurköln († 1784)
- 06. Januar: Andrea Gioannetti, Kardinal der katholischen Kirche und Erzbischof von Bologna († 1800)
- 12. Januar: Nikolaus von Luckner, deutscher General, Marschall von Frankreich († 1794)
- 28. Januar: Johann Ernst Bach, deutscher Komponist († 1777)
- 29. Januar: Luise Amalie von Braunschweig-Wolfenbüttel, Prinzessin von Preußen († 1780)
- 03. Februar: Mathias Etenhueber, deutscher Dichter († 1782)
- 03. Februar: Louise Friederike von Württemberg, Herzogin zu Mecklenburg († 1791)
- 06. Februar: Regina Mingotti, italienische Sopranistin († 1808)
- 14. Februar: Georg Christian Füchsel, deutscher Geologe († 1773)
- 24. Februar: John Burgoyne, britischer General und Schriftsteller († 1792)
- 18. März: Heinrich XI., Fürst Reuß zu Greiz († 1800)
- 18. März: Sachar Tschernyschow, russischer Generalfeldmarschall, Kriegsminister und Gouverneur Moskaus († 1784)
- 26. März: Johann Daniel Salzmann, Straßburger Jurist und Popularphilosoph († 1812)
- 02. April: Carl Ludwig von Bardeleben, preußischer Landrat († 1787)
- 11. April: Matthias Wilhelm von Below, preußischer Generalleutnant und Gouverneur der Festung Stettin († 1798)

- 12. April: Pietro Nardini, italienischer Komponist und Geiger († 1793)
- 03. Mai: Gerhard Schøning, norwegischer Historiker († 1780)
- 11. Mai: Peter Camper, niederländischer Mediziner († 1789)
- 19. Mai: Johann Hortzschansky, sorbischer Pädagoge, Historiker und Philologe († 1799)
- 11. Juni: Andreas Weiß (Orgelbauer, 1722), deutscher Orgelbauer († 1807)
- 22. Juni: Maria Anna von Pfalz-Sulzbach, Prinzessin von Bayern († 1790)
- 30. Juni (getauft): Georg Anton Benda, böhmisch-deutscher Kapellmeister und Komponist († 1795)

### Zweites Halbjahr
- 06. Juli: Gustav Adolf zu Stolberg-Gedern, kaiserlich-königlicher Generalfeldwachtmeister († 1757)
- 11. Juli: Georg Wilhelm, Prinz von Hessen-Darmstadt († 1782)
- 23. Juli: Anne-Catherine de Ligniville Helvétius, französische Salonnière († 1800)
- 09. August: Jacques-Louis de Pourtalès, Schweizer Plantagenbesitzer, Unternehmer und Bankier († 1814)
- 09. August: August Wilhelm von Preußen, preußischer Prinz und General († 1758)
- 12. August: Giuseppe Baldrighi, italienischer Maler des Rokoko († 1803)
- 22. August: Josef Georg Hörl, österreichischer Jurist, Bürgermeister von Wien († 1806)
- 23. August: Ferdinand-Olivier Petitpierre, Schweizer evangelischer Geistlicher († 1790)
- 23. August: Jost Christian zu Stolberg-Roßla junior, Hochadeliger in Diensten von Russland und Preußen († 1749)
- 05. September: Friedrich Christian, Kurfürst von Sachsen († 1763)
- 07. September: Ernst Anton Nicolai, deutscher Mediziner († 1802)
- 10. September: Paulus Chevallier, niederländischer reformierter Theologe († 1796)
- 13. September: François Joseph Paul de Grasse, französischer Admiral († 1788)
- 14. September: Basilius Christian Bernhard Wiedeburg, deutscher Mathematiker und Astronom († 1758)
- 16. September: Christian IV., Herzog von Pfalz-Zweibrücken († 1775)
- 19. September: Johann Philipp Burckhard Asbrand, deutscher Theologe († 1779)
- 21. September: Gisela Agnes von Anhalt-Köthen, Fürstin von Anhalt-Dessau († 1751)
- 21. September: Georg Christian Seekatz, deutscher Maler († 1788)

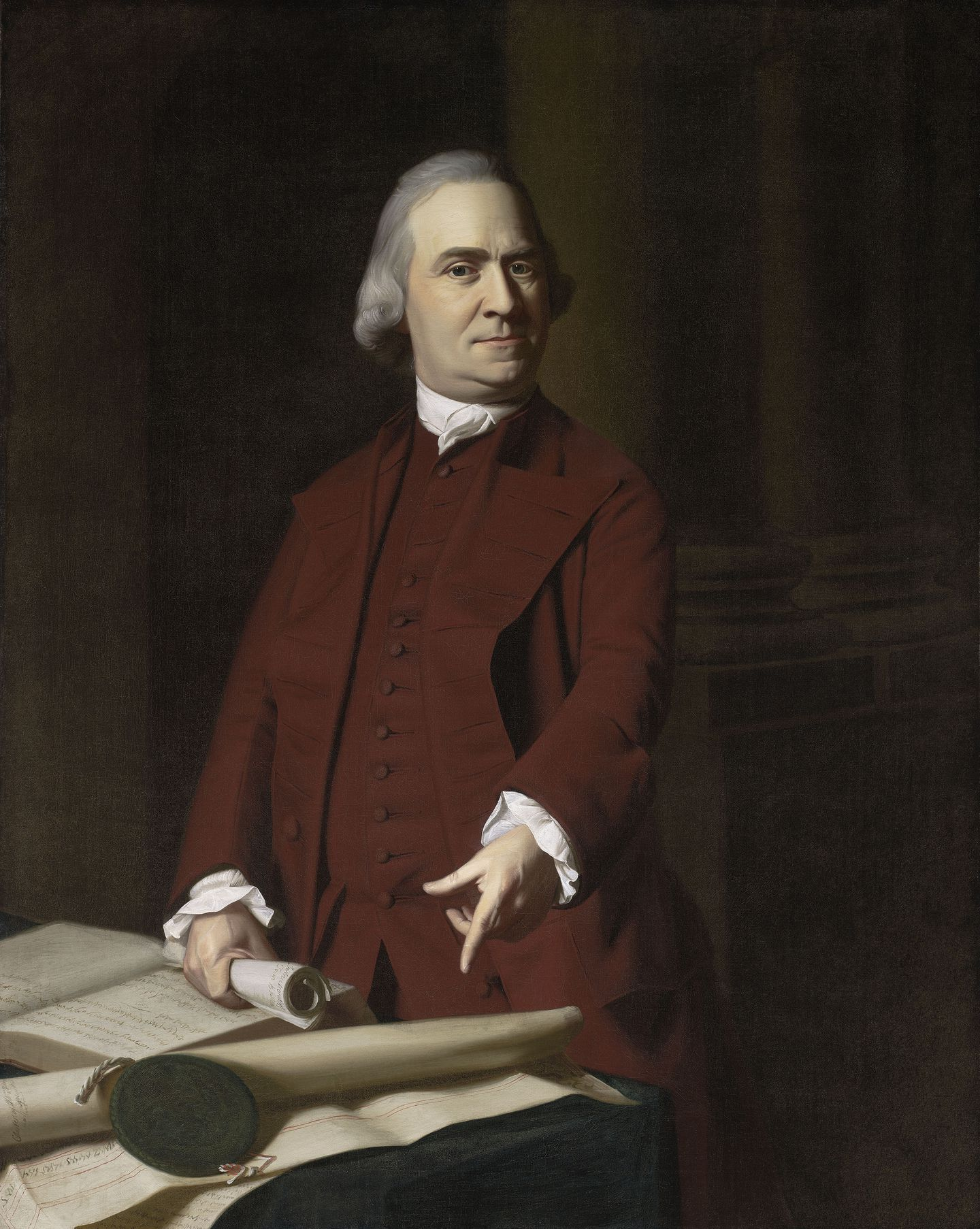
Samuel Adams

- 27. September: Samuel Adams, US-amerikanischer Staatsmann und Revolutionär († 1803)
- 01. Oktober: Johann Gottfried Zentgrav, deutscher evangelischer Theologe, Rhetoriker und Literaturwissenschaftler († 1762)
- 02. Oktober: Philipp Friedrich von Rieger, württembergischer Generalmajor († 1782)
- 10. Oktober: Humphry Marshall, US-amerikanischer Botaniker († 1801)
- 14. Oktober: Johann Heinrich Tischbein der Ältere, Maler (Hofmaler) in Kassel († 1789)
- 22. Oktober: Gotthilf Friedemann Löber, deutscher evangelischer Geistlicher und Pädagoge († 1799)
- 28. Oktober: Maria Eva Sophia von Starhemberg, Prinzessin von Oranien und Fürstin von Nassau-Siegen, Landgräfin von Hessen-Rotenburg († 1773)
- 29. Oktober: Christian Ernst von Windheim, deutscher evangelischer Theologe und Orientalist († 1766)
- 08. November: Erhard Andreas Frommann, deutscher evangelischer Geistlicher und Pädagoge († 1774)
- 15. November: Johann Christian Brand, österreichischer Maler, Zeichner, Radierer und Kupferstecher († 1795)
- 19. November: Leopold von Auenbrugger, österreichischer Mediziner und Librettist († 1809)
- 01. Dezember: Jean-Pierre de Bougainville, französischer Althistoriker († 1763)
- 01. Dezember: Anna Louisa Karsch, deutsche Dichterin († 1791)
- 03. Dezember: Gregorius Skoworoda, ukrainischer Philosoph, Dichter und Musiker († 1794)
- 14. Dezember: Otto Hermann von Vietinghoff, Generaldirektor des allrussischen Medizinalkollegiums († 1792)
- 15. Dezember: Joseph I., deutsch-böhmischer Adeliger, Fürst von Schwarzenberg († 1782)
- 17. Dezember: Johann Paul Reinhard, deutscher Hochschullehrer und Historiker († 1779)
- 20. Dezember: Gebhard Werner von der Schulenburg, Hofmarschall am preußischen Hofe († 1788)
- 21. Dezember: Thomas Jenkins, britischer Maler, Kunstsammler, Antikenhändler und Bankier († 1798)
- 23. Dezember: Axel Frederic Cronstedt, schwedischer Chemiker und Mineraloge († 1765)
- 26. Dezember: Giovanni Battista Visconti, italienischer Archäologe († 1784)
- 27. Dezember: Vinzenz von Orsini-Rosenberg, Landeshauptmann von Kärnten († 1794)
- 28. Dezember: Christoph August Bode, deutscher Hochschullehrer, Philologe und Orientalist († 1796)
- 28. Dezember: Eliza Lucas Pinckney, amerikanische Pflanzerin († 1793)

### Genaues Geburtsdatum unbekannt
- Johann Achterkirchen, deutscher Politiker († 1789)
- Anton von Aubleux, österreichischer Offizier († 1800)
- Kakutei, japanischer Mönch und Maler († 1786)
- Flora MacDonald, schottische Jakobitin († 1790)
- John Montgomery, US-amerikanischer Politiker († 1808)
- Ngawang Jampel Deleg Gyatsho, tibetischer Trülku und Politiker, Regent von Tibet († 1777)
- Prithvi Narayan Shah, Begründer und König Nepals († 1775)

## Gestorben

### Erstes Quartal
- 07. Januar: Antoine Coypel, französischer Hofmaler (* 1661)
- 25. Januar: Joachim Friedrich, Herzog von Schleswig-Holstein-Sonderburg-Plön (* 1668)
- 29. Januar: Carl Gustaf Rehnskiöld, schwedischer Feldmarschall (* 1651)
- 000Januar: Ruggiero Fedeli, italienischer Sänger, Komponist und Kapellmeister (* um 1655)
- 05. Februar: Eleonore d’Olbreuse, Gräfin von Harburg und Wilhelmsburg und Herzogin von Braunschweig-Lüneburg-Celle (* 1639)
- 05. Februar: Christian Michael Stever, deutscher Jurist und Bürgermeister von Rostock (* 1657)
- 10. Februar: Bartholomew Roberts, walisischer Pirat (* 1682)
- 13. Februar: Friedrich Wilhelm I. Adolf, Fürst von Nassau-Siegen (* 1680)
- 18. Februar: Charlotte Amalie von Hessen-Wanfried, Fürstin in Siebenbürgen (* 1679)
- 24. Februar: Johannes d’Outrein, niederländischer Prediger, Schriftsteller und Verfasser evangelischer theologischer Werke (* 1662)
- 28. Februar: William Kerr, 2. Marquess of Lothian, britischer Adliger, Offizier und Politiker (* 1661)
- 11. März: John Toland, irischer Freidenker (* 1670)
- 24. März: Ernst Friedrich Meurer, deutscher Beamter und Jurist (* 1660)
- 26. März: Johann Michael von Althann, österreichischer Adeliger und Vertreter der „spanischen Partei“ am Wiener Hof (* 1679)
- 26. März: Charles Eden, britischer Kolonialgouverneur von North Carolina (* 1673)
- 28. März: Na’od II., Negus von Äthiopien (* 1704)
- 31. März: Eberhard von Danckelman, Hauslehrer des ersten preußischen Königs, brandenburgischer Minister, preußischer Oberpräsident und Reichsfreiherr (* 1643)
- 31. März: Campegius Vitringa der Ältere, niederländischer reformierter Theologe (* 1659)

### Zweites Quartal
- 09. April: Charles Spencer, 3. Earl of Sunderland, englischer Politiker und Staatsmann, (* 1674)
- 12. April: Antonio Zanchi, italienischer Maler (* 1631)
- 16. April: Johann Jacob Bach, deutscher Musiker, Mitglied der Musikerfamilie Bach (* 1682)
- 20. April: Johann Georg Rohr, Glockengießer in Heilbronn (* 1666)
- 21. April: Damian Hugo Graf von Virmont zu Neersen, deutscher General und Diplomat (* 1666)
- 22. April: Heinrich Pipping, deutscher lutherischer Theologe und Oberhofprediger in Dresden (* 1670)
- 28. April: Adam Gschwend, deutscher Pädagoge, Diakon, Autor und Rektor des Lyceums in Eisenberg (* 1665)
- 28. April: Johannes Scherer, deutscher Instrumentenbauer (* 1664)
- 000April: Giuseppe Cino, italienischer Baumeister und Bildhauer (* 1645)
- 02. Mai: Gian Carlo Cailò, italienischer Violinist und Komponist (* 1659)
- 04. Mai: Johann Balthasar Burckhardt, Bürgermeister von Basel (* 1642)
- 04. Mai: Claude Gillot, französischer Maler (* 1673)
- 10. Mai: Hermann Lothar von Auwach, Domherr im Fürstbistum Speyer (* um 1652)
- 16. Mai: Christine Wilhelmine von Hessen-Homburg, Herzogin von Mecklenburg (* 1653)
- 17. Mai: Franz Beer von Au, Bregenzerwälder Bauherr (* 1659)
- 26. Mai: Sébastien Vaillant, französischer Botaniker (* 1669)
- 05. Juni: Johann Kuhnau, deutscher Komponist und Schriftsteller (* 1660)
- 15. Juni: Johann Bleyer, kursächsischer Landtagsabgeordneter (* 1639)
- 16. Juni: John Churchill, 1. Duke of Marlborough, britischer Feldherr und Politiker (* 1650)
- 16. Juni: Marc’Antonio Zondadari, Großmeister des Malteserordens (* 1658)
- 20. Juni: Christoph Dientzenhofer, deutscher Baumeister (* 1655)
- 22. Juni: Maria Landini, italienische Opernsängerin (* 1667–1668 oder 1670)

### Drittes Quartal
- 06. Juli: Friedrich von Saldern, Verwaltungsbeamter des Herzogs von Holstein (* 1685)
- 07. Juli: Estienne Roger, französisch-niederländischer Drucker und Verleger (* 1665 oder 1666)
- 11. Juli: Johann Joseph Vilsmayr, österreichischer Violinist und Komponist (* 1663)
- 13. Juli: Heinrich Leonhard Schurzfleisch, deutscher Jurist, Historiker und Bibliothekar (* 1664)
- 14. Juli: Iwan Skoropadskyj, Hetman der ukrainischen Kosaken (* um 1646)
- 18. Juli: Johann Heinrich Hävecker, deutscher Theologe und Chronist (* 1640)
- 25. Juli: Claude Antoine Couplet, französischer Ingenieur (* 1642)
- 07. August: Johann Georg Beck, deutscher Kupferstecher (* 1676)
- 10. August: Giorgio Cornaro, Kardinal der römisch-katholischen Kirche und Bischof von Padua (* 1658)
- 11. August: Hedwig Elisabeth Amalia von der Pfalz, Kronprinzessin von Polen (* 1673)
- 12. August: Giovanni II. Corner, Doge von Venedig (* 1647)
- 30. August: Thomas Pollock, britischer Kolonialgouverneur von North Carolina (* 1654)
- 000August: Robert Sibbald, schottischer Arzt und Naturwissenschaftler (* 1641)
- 07. September: Carl Graf von Ahlefeldt, deutscher Staatsmann und Herr der Herrschaften Rixingen und Mörsberg sowie Lehnsgraf von Langeland auf Schloss Tranekær sowie Landrat auf Langeland (* 1670)
- 07. September: Gerhard Wolter Molanus, deutscher Privatgelehrter, Büchersammler und evangelischer Abt des Klosters Loccum (* 1633)
- 18. September: André Dacier, französischer Philologe und Bibliothekar (* 1651)
- 18. September: Johann Caspar Horn, deutscher Komponist, Jurist und Arzt (* 1636)
- 26. September: Guillaume Massieu, französischer Jesuit, Altphilologe und Romanist (* 1665)

### Viertes Quartal
- 08. Oktober: Leodegar Keller, Luzerner Patrizier, Kleinrat, Landschreiber und Salzdirektor (* 1642)
- 25. Oktober: Raymund Ferdinand von Rabatta, Fürstbischof von Passau (* 1669)
- 28. Oktober: Wilhelm Hermann Ignatz Wolff-Metternich zur Gracht, Dompropst und Weihbischof im Bistum Münster (* 1665)
- 08. November: Christoph Cuntzius, deutscher Orgelbauer (* 1676)
- 11. November: Henri Duquesne, französischer Kapitän und Hugenotte (* 1652)
- 12. November: Adriaen van der Werff, niederländischer Maler (* 1659)
- 20. November: John Lombe, englischer Seidenproduzent und Industriespion (* um 1693)
- 24. November: Ulrich Glantschnigg, österreichischer Maler (* 1661)
- 24. November: Johann Adam Reincken, niederländisch-deutscher Komponist, Organist und Gambist (* 1623)
- 24. November: Elizabeth Seymour, Duchess of Somerset, britische Adelige, Hofdame der Königinnen Mary II. und Anne (* 1667)
- 05. Dezember: Marie-Anne de La Trémoille, französische Adelige, erste Kammerdame der spanischen Königin Maria Luisa Gabriella von Savoyen (* 1642)

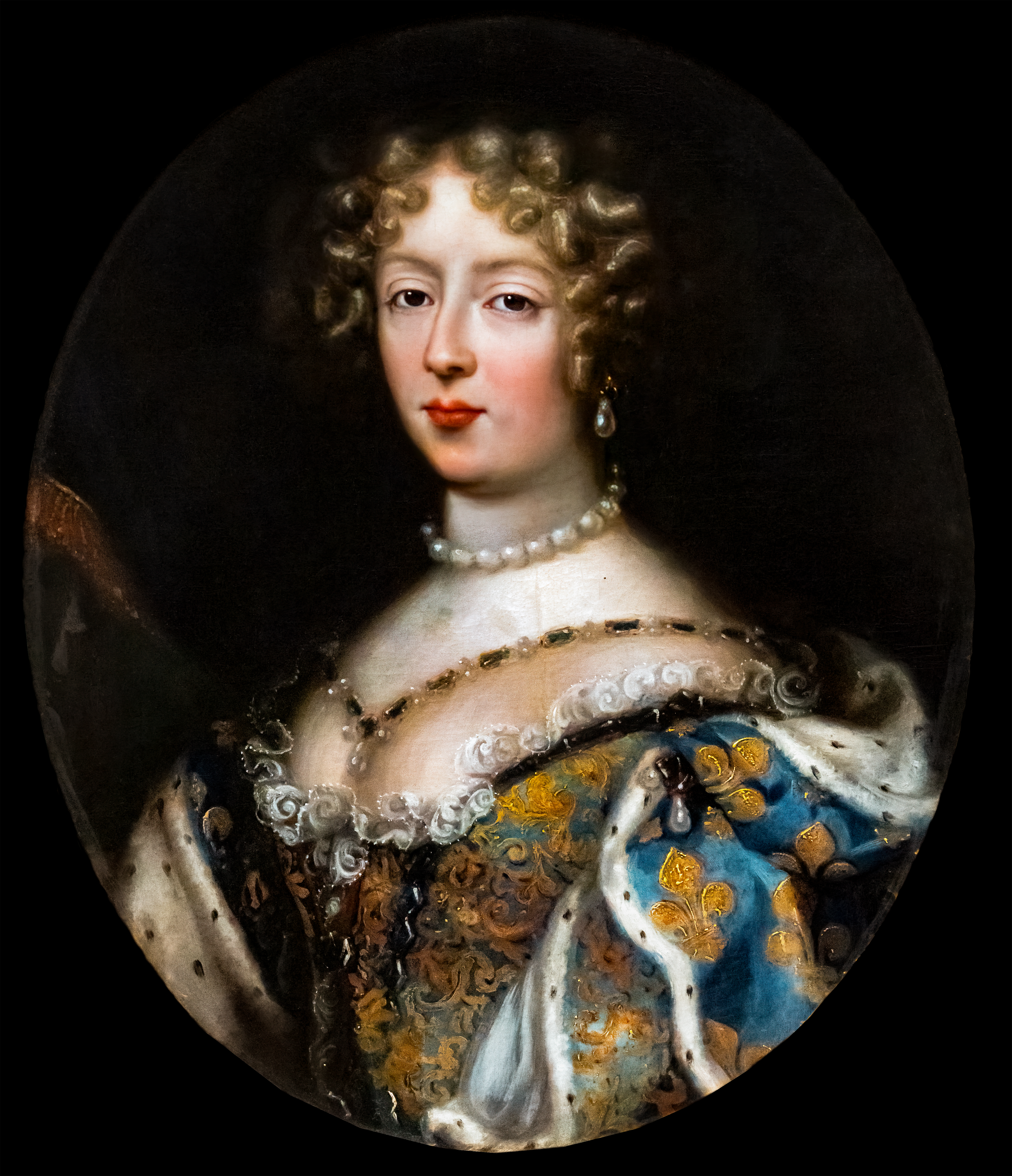
Liselotte von der Pfalz

- 08. Dezember: Liselotte von der Pfalz, Herzogin von Orléans (* 1652)
- 19. Dezember: John Covel, englischer Geistlicher (* 1638)
- 20. Dezember: Kangxi, Kaiser von China (* 1654)
- 27. Dezember: Anna Pogwisch, deutsche Adelige und Mäzenin (* 1634)

### Genaues Todesdatum unbekannt
- Domingos da Costa, Führer der Topasse auf den Kleinen Sundainseln und Stellvertreter des Gouverneurs der dortigen portugiesischen Besitzungen
- Gertrud Gröninger, westfälische Bildhauerin (* um 1650)
- Konoe Motohiro, japanischer Maler, Kalligraph und kaiserlicher Regent (* 1648)
- Peter Sandrart, deutscher Unternehmer, Hugenotte und Bürgermeister der Pfälzischen Kolonie in Magdeburg (* um 1656)
- Filippo Tancredi, sizilianischer Maler (* 1655)